# ジミー・リード
ジミー・リード（Jimmy Reed,  1925年9月6日 - 1976年8月29日）は、アメリカ合衆国のブルース・シンガー。本名はマティス・ジェイムズ・リード。南部出身らしい力の抜けた緩いサウンドが特徴的だが、R&B、ポップ色を織り込み、1950年代から1960年代にかけてヴィージェイ・レコードより数多くのヒットを生み出した。また、ハーモニカホルダーを使用し、1stポジションによる高音部のブロウベンドを駆使した特徴的なハーモニカ演奏は、個性的なものとしてよく知られている。
その影響はブルースの枠にとどまることなく、ローリング・ストーンズ、エルヴィス・プレスリーなどのロック・アーティストなどにも広がっている。代表曲は、「Ain't That Lovin' You Baby」、「Honest I Do」、「Bright Lights, Big City」など。

## 来歴
1925年、ミシシッピ州ダンレイスに生まれた。のちにシカゴのシーンで共演者となるギタリストのエディー・テイラーとは同郷の幼なじみであり、彼からギターやハーモニカを教わった。
15歳の頃、シカゴに移住。兵役に就いた後、インディアナ州ゲイリーに移住する。やがてジョン・ブリムと出会い、彼のサイドマンとして活動するようになった。このとき、ブリムのバンドでドラマーを務めていたのが、後にギタリストとして大ブレイクすることになるアルバート・キングだった。
1953年、キングの紹介で新興レーベル、ヴィージェイ・レコードと契約。同年、「High and Lonesome」でレコード・デビューを果たした。以後、リードはヴィージェイが倒産する1966年までレーベルに在籍し、計10枚のアルバムを発表。アルコール中毒とてんかんでときに体調を崩しながらも、音楽活動を続け、レーベルの看板スターとして活躍し、黄金期を築いた。
ヴィージェイ倒産後は、ABC-ブルースウェイ・レコードへ移籍し、1973年までの間に計5枚のアルバムを発表するなど活動を続けるが、ヴィージェイ在籍時のような成功を収めることは出来なかった。
1976年8月29日、50歳で死去した。1991年、ロックの殿堂入りを果たしたている。

## ディスコグラフィー
- 1958年 『I'm Jimmy Reed』 (Vee-Jay)
- 1959年 『Rockin' with Reed』 (Vee-Jay)
- 1960年 『Found Love』 (Vee-Jay)
- 1960年 『Now Appearing』 (Vee-Jay)
- 1961年 『Jimmy Reed at Carnegie Hall』 (Vee-Jay)
- 1962年 『Just Jimmy Reed』 (Vee-Jay)
- 1963年 『T'aint No Big Thing But He Is...Jimmy Reed』 (Vee-Jay)
- 1963年 『Jimmy Reed Sings the Best of the Blues』 (Vee-Jay)
- 1963年 『12 String Guitar Blues』 (Vee-Jay)
- 1966年 『At Soul City』 (Vee-Jay)
- 1967年 『The New Jimmy Reed Album』 (BluesWay)
- 1967年 『Soulin'』 (BluesWay)
- 1968年 『Big Boss Man』 (BluesWay)
- 1969年 『Down in Virginia』 (BluesWay)
- 1973年 『I Ain't from Chicago』 (BluesWay)

### 編集盤
- 1995年 『Classic Recordings』 (Tomato)
- 1998年 『The Vee-Jay Box』 (P-Vine)
- 2001年 『Big Box Man』 (Collectables) (box set)
- 2007年 『The Best of the Vee-Jay Years』 (Shout! Factory)

### シングル
| リリース年 | 曲名                             | レーベル/No. | R&Bチャート | ポップ・チャート |
| 1955年     | 「You Don't Have to Go」         | Vee-Jay 119  | #5          | -                |
| 1956年     | 「I Don't Go for That」          | Vee-Jay 153  | #12         | -                |
| 1956年     | 「Ain't That Lovin' You Baby」   | Vee-Jay 168  | #3          | -                |
| 1956年     | 「Can't Stand to See You Go」    | Vee-Jay 186  | #10         | -                |
| 1956年     | 「I Love You Baby」              | Vee-Jay 203  | #13         | -                |
| 1956年     | 「You Got Me Dizzy」             | Vee-Jay 226  | #3          | -                |
| 1957年     | 「Honey, Where You Going?」      | Vee-Jay 237  | #10         | -                |
| 1957年     | 「Little Rain」                  | Vee-Jay 237  | #7          | -                |
| 1957年     | 「The Sun is Shining」           | Vee-Jay 248  | #12         | #65              |
| 1957年     | 「Honest I Do」                  | Vee-Jay 253  | #4          | #32              |
| 1957年     | 「I'm Gonna Get My Baby」        | Vee-Jay 298  | #5          | -                |
| 1958年     | 「Down in Virginia」             | Vee-Jay 287  | -           | #93              |
| 1959年     | 「I Told You Baby」              | Vee-Jay 304  | #19         | -                |
| 1960年     | 「Baby, What You Want Me to Do」 | Vee-Jay 333  | #10         | #37              |
| 1960年     | 「Found Love」                   | Vee-Jay 347  | #16         | #88              |
| 1960年     | 「Hush-Hush」                    | Vee-Jay 357  | #18         | #75              |
| 1961年     | 「Close Together」               | Vee-Jay 373  | #12         | #68              |
| 1961年     | 「Big Boss Man」                 | Vee-Jay 380  | #13         | #78              |
| 1961年     | 「Bright Lights, Big City」      | Vee-Jay 398  | #3          | #58              |
| 1962年     | 「Aw Shucks, Hush Your Mouth」   | Vee-Jay 425  | -           | #93              |
| 1962年     | 「Good Lover」                   | Vee-Jay 449  | -           | #77              |
| 1963年     | 「Shame, Shame, Shame」          | Vee-Jay 509  | -           | #52              |
| 1966年     | 「Knockin' at Your Door」        | Exodus 2005  | #39         | -                |

注: ビルボードは1963年11月30日から1965年1月23日までの間、R&Bチャートを発行していない。よってこの間のリードのシングルはR&Bヒットになっていない。